# Rabdophaga
Rabdophaga is een muggengeslacht uit de familie van de galmuggen (Cecidomyiidae).

## Soorten
- R. absobrina (Felt, 1907)
- R. acerifoliae (Felt, 1907)
- R. albipennis (Loew, 1850)
- R. americana (Felt, 1908)
- R. bigeloviaebrassicoides (Townsend, 1893)
- R. californica (Felt, 1908)
- R. caudicis (Gagne, 1986)
- R. caulicola (Felt, 1908)
- R. cephalanthi (Felt, 1908)
- R. clausilia (Bremi, 1847)
- R. clavifex

Behaarde wilgrozetgalmug (Kieffer, 1891)
- R. consobrina (Felt, 1907)
- R. cornuta (Walsh, 1864)
- R. degeerii

Bittere wilgtakgalmug (Bremi, 1847)
- R. deletrix (Rübsaamen, 1921)
- R. dubiosa

Gladde wilgtakgalmug Kieffer, 1913
- R. elymi (Say, 1817)
- R. essigi (Felt, 1926)
- R. exsiccans

Kruipwilgtopgalmug Rübsaamen, 1916
- R. frater (Cockerell, 1890)
- R. gemmae (Felt, 1908)
- R. gemmicola

Gewone wilgknopgalmug (Kieffer, 1896)
- R. giraudiana Kieffer, 1898
- R. globosa (Felt, 1908)
- R. heterobia

Gewone wilgrozetgalmug (Loew, 1850)
- R. hildebrandi (Felt, 1928)
- R. hirticornis (Felt, 1909)
- R. insignis Kieffer, 1906
- R. iteobia

Kleinste wilgrozetgalmug (Kieffer, 1890)
- R. iteophila (Loew, 1850)
- R. jaapi

Kruipwilgrozetgalmug Rübsaamen, 1916
- R. justini Barnes, 1935
- R. karschi (Kieffer, 1891)
- R. latebrosa (Felt, 1909)
- R. latipennis (Felt, 1908)
- R. lattkei Stelter, 1994
- R. lindhardti Stelter, 1989
- R. marginata (Felt, 1908)
- R. marginemtorquens

Gewone wilgbladrandgalmug (Bremi, 1847)
- R. nervorum (Kieffer, 1895)
- R. nielsenii Kieffer, 1906
- R. normaniana (Felt, 1908)

- R. occidua Gange, 1989
- R. palliumparens Stelter, 1977
- R. perocculata (Cockerell, 1904)
- R. persimilis (Felt, 1908)
- R. pierreana (Kieffer, 1909)
- R. pierrei (Kieffer, 1896)
- R. podagrae (Felt, 1908)
- R. populi (Felt, 1907)
- R. pratensis (Felt, 1908)
- R. pulvini (Kieffer, 1891)
- R. purpureaperda Barnes, 1935
- R. racemi (Felt, 1908)
- R. ramuscula (Felt, 1908)
- R. repenticornua Bland, 2001
- R. repentiperda Stelter, 1982
- R. rigidae (Osten Sacken, 1862)
- R. rosacea (Felt, 1908)
- R. roskami

Katwilgbladrandgalmug Stelter, 1989
- R. salicifolia (Felt, 1907)
- R. saliciperda

Wilgenbastgalmug (Dufour, 1841)
- R. salicis

Wilgentakgalmug (Schrank, 1803)
- R. salicisbatatas (Osten Sacken, 1878)
- R. salicisbrassicoides (Packard, 1869)
- R. saliciscoryloides (Osten Sacken, 1878)
- R. salicisgnaphaloides (Osten Sacken, 1878)
- R. salicisnodulus (Osten Sacken, 1878)
- R. salicisstrobiliscus (Osten Sacken, 1878)
- R. salicistriticoides (Osten Sacken, 1878)
- R. salsolata Gagne, 2004
- R. santolinae (Tavares, 1902)
- R. schicki Stelter, 1982
- R. schreiteri Stelter, 1982
- R. schwangarti Rübsaamen, 1916
- R. setubalensis (Tavares, 1902)
- R. sodalitatis (Felt, 1908)
- R. strobilina (Bremi, 1847)
- R. strobiloides (Osten Sacken, 1862)
- R. terminalis

Wilgentopgalmug (Loew, 1850)
- R. timberlakei (Felt, 1916)
- R. triandraperda

Amandelwilgbastgalmug Barnes, 1935
- R. tumidosae (Felt, 1908)
- R. vigemmae Stelter, 1989
- R. viminalis

Katwilgtakgalmug (Westwood, 1847)
- R. viva (Rapp, 1946)
- R. walshii (Felt, 1908)